# رایانه در علوم قانونی
رایانه در علوم قانونی (انگلیسی: Computer forensics) شاخه‌ای از جرم‌یابی قانونی دیجیتال است که به شواهد موجود در رایانه‌ها و رسانه‌های ذخیره‌سازی دیجیتال مربوط می‌شود. هدف این شاخه بررسی رسانه‌های دیجیتال به روشی کاملاً قانونی با هدف شناسایی، حفظ، بازیابی، تجزیه و تحلیل و ارائه حقایق و نظرات در مورد اطلاعات دیجیتال است.
این رشته ممکن است در دادرسی مدنی همراه با جرایم سایبری مورد استفاده قرار گیرد. این شاخه با دستورالعمل‌ها و شیوه‌های اضافی طراحی‌شده برای ایجاد یک حسابرسی قانونی، شامل تکنیک‌ها و اصول مشابه برای بازیابی اطلاعات است.
شواهد به‌دست‌آمده از تحقیقات کامپیوتری معمولاً تحت دستورالعمل‌ها و اقدامات مشابه سایر شواهد دیجیتال قرار می‌گیرند. در تعدادی از پرونده‌ها مورد استفاده قرار گرفته است و به‌عنوان روشی قابل اعتماد در دادگاه‌های ایالات متحده و اروپا پذیرفته شده است.

## تاریخچه
رایانه در علوم قانونی در اواخر دهه ۱۹۸۰ و اوایل دهه ۱۹۹۰ با افزایش استفاده از رایانه‌ها و اینترنت و به‌تبع آن، افزایش جرایم مرتبط با فناوری اطلاعات، به‌عنوان یک رشته مستقل ظهور کرد. در این دوره، سازمان‌های اجرای قانون نیاز به تخصص در جمع‌آوری و تحلیل شواهد دیجیتال را احساس کردند. در ایران نیز با گسترش فناوری اطلاعات، اهمیت این رشته در کشف جرایم سایبری بیش از پیش مشخص شد.

## فرایندها
فرایندهای اصلی در رایانه در علوم قانونی عبارتند از:
1. شناسایی: تعیین مکان و نوع داده‌های دیجیتال مرتبط با تحقیق.
2. حفظ: اطمینان از عدم تغییر یا دستکاری داده‌ها در طول فرایند تحقیق.
3. بازیابی: استخراج داده‌های مورد نظر از دستگاه‌ها یا رسانه‌های ذخیره‌سازی.
4. تجزیه و تحلیل: بررسی داده‌ها برای کشف اطلاعات مرتبط با پرونده.
5. ارائه: تهیه گزارش‌ها و شواهد برای ارائه در دادگاه یا مراجع قانونی.

## زیرشاخه‌ها
- بررسی سیستم‌های رایانه‌ای: شامل بررسی سخت‌افزار و نرم‌افزار سیستم‌ها برای شناسایی و بازسازی فعالیت‌های غیرقانونی.
- تحلیل شبکه: کشف و تحلیل داده‌ها و رفتارهای مشکوک در شبکه‌های رایانه‌ای برای شناسایی حملات سایبری مانند نفوذ و حملات DDoS.
- بررسی موبایل: تجزیه و تحلیل داده‌های موجود در دستگاه‌های تلفن همراه شامل پیام‌ها، تماس‌ها، و مکان‌یابی.
- تحلیل بدافزارها: شناسایی و بررسی نرم‌افزارهای مخرب مانند ویروس‌ها و جاسوس‌افزارها برای تعیین نحوه عملکرد و آسیب‌های وارد شده.
- تحلیل داده‌های ابری: بررسی و استخراج شواهد از پلتفرم‌های ذخیره‌سازی ابری.

## ابزارها و تکنیک‌ها
در این حوزه ابزارها و نرم‌افزارهای مختلفی مورد استفاده قرار می‌گیرند، از جمله:
- EnCase: نرم‌افزار تخصصی برای جمع‌آوری و تحلیل داده‌های دیجیتال.
- FTK (Forensic Toolkit): ابزار کامل برای تجزیه و تحلیل سیستم‌های دیجیتال.
- Wireshark: برای بررسی ترافیک شبکه.
- Autopsy: ابزار آزاد و متن‌باز برای تحلیل شواهد دیجیتال.

## کاربردها
رایانه در علوم قانونی در موارد متعددی کاربرد دارد، از جمله:
- جرایم سایبری: کشف و شناسایی حملات سایبری، نفوذها، و کلاهبرداری‌های اینترنتی.
- تحقیقات جنایی: بازیابی و تحلیل داده‌های پاک شده یا مخفی شده برای حل پرونده‌های جنایی.
- امنیت سازمانی: کشف نقض‌های امنیتی و بررسی فعالیت‌های غیرقانونی در سیستم‌های سازمانی.
- تحقیقات مالی: تحلیل داده‌های دیجیتال برای کشف تخلفات مالی و پولشویی.
- حل پرونده‌های حقوقی: ارائه شواهد دیجیتال در دعاوی مدنی و اختلافات تجاری.

## چالش‌ها
این حوزه با چالش‌هایی نیز مواجه است، از جمله:
- حجم بالای داده‌ها: تحلیل حجم عظیمی از اطلاعات دیجیتال نیازمند زمان و منابع است.
- تکنولوژی‌های رمزگذاری: پیچیدگی فناوری‌های رمزگذاری و حفاظت از داده‌ها.
- تنوع دستگاه‌ها: وجود دستگاه‌ها و سیستم‌عامل‌های مختلف که نیازمند ابزارهای متفاوتی هستند.
- به‌روز بودن: نیاز مداوم به یادگیری تکنولوژی‌های جدید.

## استانداردها و چارچوب‌های قانونی در ایران
برای اطمینان از صحت و قابل‌قبول بودن شواهد دیجیتال در دادگاه، استانداردها و چارچوب‌های قانونی متعددی تدوین شده است. در ایران، قانون جرایم رایانه‌ای در سال ۱۳۸۸ برای تعیین مصادیق استفاده مجرمانه از سامانه‌های رایانه‌ای و مخابراتی به تصویب مجلس شورای اسلامی رسید.

## نمونه های عملی
- در سطح جهانی، پرونده‌ای نظیر تحلیل داده‌های کامپیوتری در ماجرای افشای اطلاعات توسط ادوارد اسنودن یکی از کاربردهای برجسته این علم است. شواهد دیجیتال به شناسایی نحوه دستیابی به اطلاعات محرمانه کمک کرد.
- در ایران، کشف و انهدام شبکه‌های قمار آنلاین و تحلیل اطلاعات سرورها برای شناسایی کاربران مرتبط، یکی از نمونه‌های موفق استفاده از رایانه در علوم قانونی بوده است.